# 屈家岭管理区
屈家岭管理区是中国湖北省荆门市所辖的一个行政管理区。面积192.61平方公里，人口7.51万人。 屈家岭管理区即五三农场，是湖北省土地面积最大的国营农场。由于境内的新石器晚期“屈家岭文化遗址”被列为全国重点文物保护单位，在向省政府和国务院申报建区时，使用“屈家岭”作为地名。

## 历史
1935年7月8日，钟祥罗汉寺南面水口潭处汉江遥堤溃口成灾，在京山、钟祥和天门县交界的汉江以东、雁门口以西的大片地带被冲为废墟，形成大型洪沟和湖沼泽地的百里荒原。
1952年10月，中南军政委员会和湖北省人民政府决定在此开办国营农场。1952年11月17日筹建“国营沙洋机械农场”。场部设在一家岭。
1953年2月20日湖北省委书记、省人民政府主席李先念主持农场奠基礼。由于“国营沙洋机械农场”，这个名字与毗邻的“国营沙洋农场”极易混淆。1953年10月22日以当年年份正式更名为“国营五三机械农场”。隶属于湖北省农垦事业管理局。
1956年更名为“国营五三农场”。总场下辖7个分场和14个直属厂（公司）。有水旱耕地15万亩，林地10万亩，果园3万亩，水面1.5万亩。
2001年10月，根据鄂发〔2001〕22号文件《中共湖北省委湖北省人民政府关于省属国有抬头农场改革的意见》，五三农场交由荆门市属地管辖，设立屈家岭管理区，作为市人民政府的派出机构，具有县级行政管理职能，负责管理原五三农场区域内的经济社会事务。

## 行政区划
辖5个办事处，行政上归属于荆门市：
- 易家岭办事处：旧地名一家岭。辖4个社区居委会、4个农业生产队，国土面积37.8平方千米，其中耕地面积1405公顷，果园251公顷；总人口33967人。
- 屈家岭办事处：辖8个农业生产队，1个居委会，1个服务公司，14个民营企业。国土总面积46.07平方千米，其中水面157.6公顷，耕地1786.6公顷，果园433.5公顷。人口12630人。
- 何集办事处：位于易家岭西北的县界处。辖王台、张台、下洋、牙谷山、曾畈、潘台、刘台、熊桥等8个农业生产队和1个居民委员会。国土面积51.3平方千米，其中耕地2860公顷（在耕地面积中责任田1136公顷、租赁地1724公顷），山林120公顷，水域246公顷，果树180公顷。总人口13080人，常驻户口11066人。
- 长滩办事处：原为军区农场。辖7个农业生产队、1个街道居委会、一个移民新村（长滩埠村）、41个居民小组，总人口9250人。国土面积35平方千米，耕地面积2510公顷。
- 罗汉寺办事处：位于长滩镇和旧口镇交界，原为武汉军区军马场。辖4个农业生产队（12个小队），1个居委会，3个民营企业，1所小学。国土面积22.44平方千米，其中耕地1426公顷，林地105公顷，水面89公顷。年末总人口6170人，其中农业人口5816人。